# Podofilotoxina
Podofilotoxina (abreviado PPT), también conocido como podofilino o resina de podofilino, es un medicamento extraído de las raíces y rizomas de las especies de Podophyllum. Se comercializa bajo los nombres comerciales de Condylox, un gel, y Wartec, una solución o crema, se utiliza en la piel como un tratamiento tópico para los condilomas acuminados o verrugas genitales, causadas por algunos tipos de los virus del papiloma humano (VPH), y otras verrugas externas. La resina de podofilino está incluida en la lista de medicamentos esenciales de la Organización Mundial de la Salud. Debe utilizarse bajo control y seguimiento médico.

## Abundancia natural
Está presente en concentraciones de 0,3 a 1,0 % en masa en el rizoma de Podophyllum peltatum. Otra fuente común de podofilotoxina son los rizomas de Podophyllum hexandrum Royle ( Berberidaceae ).
Se biosintetiza a partir de dos moléculas de alcohol coniferílico por acoplamiento oxidativo fenólico y una serie de oxidaciones, reducciones y metilaciones.

## Característica estructural
La estructura de la podofilotoxina fue aclarada por primera vez en la década de 1930. La podofilotoxina lleva un cuatro centros quirales consecutivos, etiquetados C-1 a C-4. La molécula también contiene cuatro anillos casi planos fusionados. Cuatro extremos de podofilotoxina tienen átomos de oxígeno en los grupos funcionales dioxoles, methoxys, lactona, y el alcohol secundario.
Los derivados de podofilotoxina se sintetizan como propiedades de los anillos de carbono y 1 a 4 son diversificada. Por ejemplo, el anillo A no es esencial para la actividad antimitótica. La aromatización del anillo C conduce a la pérdida de actividad, posiblemente de anillo E ya no se coloca en la posición axial. Además, la estereoquímica en C-2 y C-3 configura una trans-lactona, que tiene más actividad que la contraparte cis. La quiralidad en C-1 también es importante ya que implica una posición axial para el anillo E.

## Aplicación, precauciones y efectos secundarios
Se utiliza en medicina principalmente para el tratamiento tópico de los condilomas acuminados, se aplica semanalmente hasta un máximo de cuatro aplicaciones sobre la zona afectada, los restos de solución que quedan en piel se deben aclarar entre 1 y 4 horas después de la administración. No debe aplicarse sobre zonas extensas de la piel ni en lesiones situadas en mucosas. Su aplicación debe realizarse bajo supervisión médica después de haber llegado a un diagnóstico de la lesión a tratar, pues puede provocar efectos secundarios tanto locales como generales por absorción sistémica a través de la piel, debida a aplicación excesiva. Se han producido casos de efectos secundarios graves por aplicación incontrolada, entre ellos alucinaciones auditivas, ideas delirantes, desorientación y obnubilación.